# Trimmis
Trimmis (rétorománsky Termin) je obec ve švýcarském kantonu Graubünden, okresu Landquart. Nachází se v údolí Rýna, asi 6 kilometrů severně od Churu v nadmořské výšce 637 metrů. Žije zde přibližně 3 300 obyvatel.

## Geografie

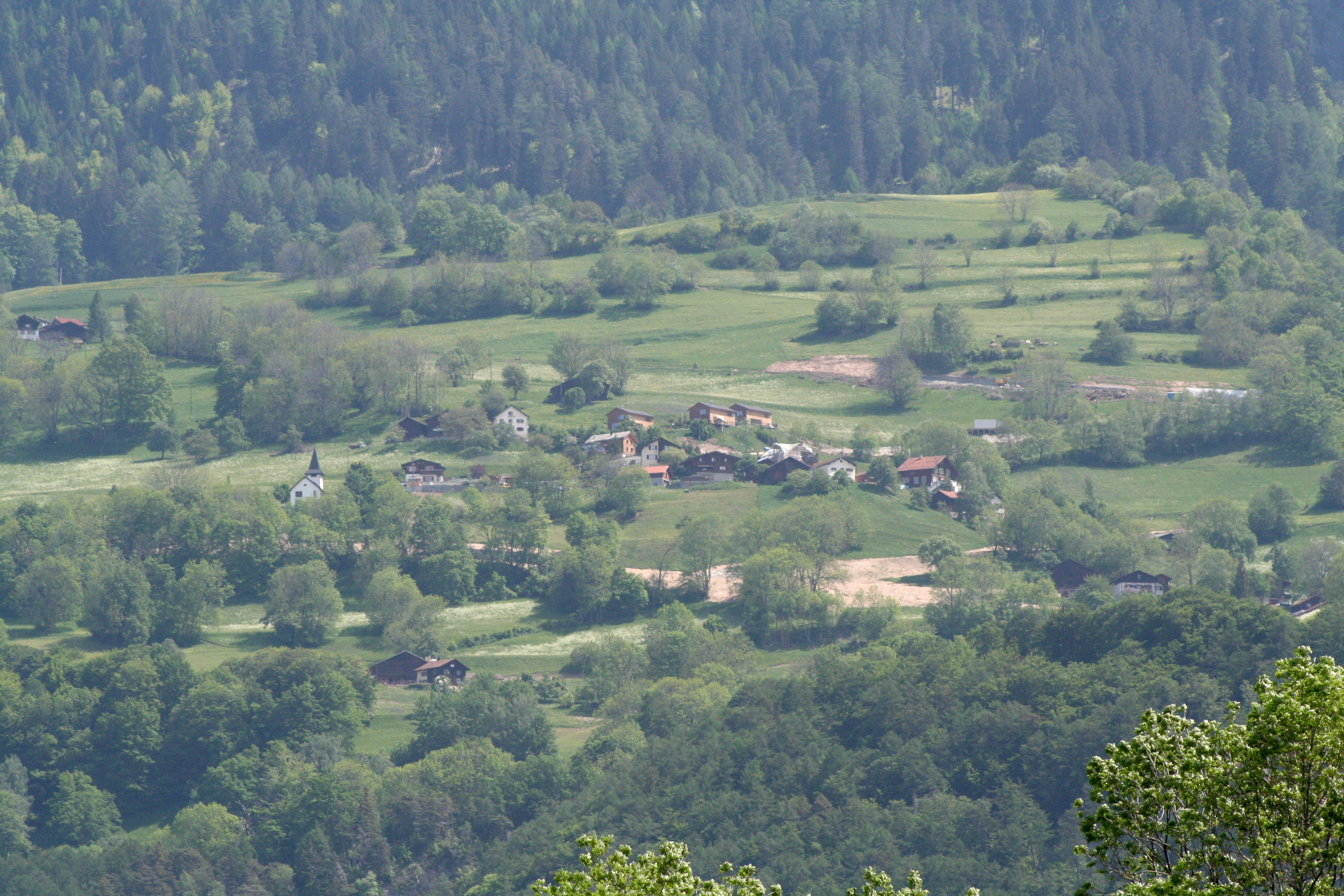
Místní část Says

Trimmis leží 6 kilometrů severně od hlavního města kantonu Chur na pravém břehu Rýna, který protéká necelé 2 kilometry západně od centra obce. V roce 1880, kdy byl Says oddělen od Trimmisu a povýšen na samostatnou obec (k 1. lednu 2008 opět sloučen), vznikla podoba obce se dvěma prostorově oddělenými částmi. Větší část se táhla od Rýna přes svah, který byl rozbrázděn několika stržemi, jako je Scaläratobel, až k západnímu úpatí řetězce Hochwang. S výraznými horami Cyprianspitz (1 774 m n. m.) na severu, Ful Berg (2 395 m n. m.) a Montalin (2 266 m n. m.) na jihu dosahuje oblast hřebene, mezi nimiž se nachází oblast Says zhruba vymezená soutěskami Hagtobel a Valturtobel. V zadní části údolí Valzeinatal, na pravé straně Schranggabachu, se dříve nacházela exkláva obce. Nejvyšším bodem obce je vrchol Hochwang (2 533 m n. m.).
U východu z rokle Valtur se po obou stranách hřebene obce rozkládá centrální obec Trimmis. Ve 20. století se osada rozrůstala hlavně západním směrem, kudy prochází asi 1 kilometr vzdálená hlavní silnice. K obci patří také obchodní zóna Ceres/Rütenen u nádraží Untervaz.
V roce 1997 bylo 34,4 % území obce využíváno pro zemědělství, 41,5 % pro lesy a 4,7 % činila zastavěná plocha. Neproduktivní půda tvořila 19,5 %.
Sousedními obcemi jsou Arosa, město Chur, Furna, Grüsch, Untervaz a Zizers.

## Historie

Letecký pohled na Trimmis (1957)

První písemná zmínka o sídle Tremune pochází z roku 765 ze závěti biskupa Tella, kdy zde již stál kostel. Z té doby je doloženo i vzácné patrocinium svatého Carphopora. V pozdním středověku patřila obec k biskupskému panství Alt-Aspermont, pojmenovanému podle hradu Alt-Aspermont na konci údolí Hagtobel, od roku 1519 pak k vrchnostenskému dvoru čtyř vesnic Gotteshausbundu. Nad obcí se tyčí zřícenina hradu Ober-Ruchenberg.
Od 17. století jsou v obci zastoupeny obě víry (katolická i reformovaná). V roce 1880 se obec Says oddělila od Trimmisu a až do roku 2007 tvořila samostatnou obec. Obě obce byly znovu spojeny 1. ledna 2008.
Během druhé světové války byla severně od Trimmisu postavena tzv. Trimmiská zábrana. Společně s zátarasem Untervaz tvořila jižní frontu pevnosti Sargans.

## Obyvatelstvo
| Vývoj počtu obyvatel | Vývoj počtu obyvatel | Vývoj počtu obyvatel | Vývoj počtu obyvatel | Vývoj počtu obyvatel | Vývoj počtu obyvatel | Vývoj počtu obyvatel | Vývoj počtu obyvatel | Vývoj počtu obyvatel | Vývoj počtu obyvatel |
| -------------------- | -------------------- | -------------------- | -------------------- | -------------------- | -------------------- | -------------------- | -------------------- | -------------------- | -------------------- |
| Rok                  | 1770                 | 1880                 | 1900                 | 1950                 | 1980                 | 2005                 | 2015                 | 2020                 |                      |
| Počet obyvatel       | 587                  | 888                  | 696                  | 776                  | 1 447                | 2 881                | 3 191                | 3 322                |                      |

## Doprava
Obec je napojena na síť veřejné dopravy městskou autobusovou linkou 3 Chur – Trimmis – Untervaz, která jezdí během dne každou půlhodinu. Naopak zastávka Rhétské dráhy v Trimmisu, která je od centra obce vzdálená 1,5 kilometru, a tudíž méně frekventovaná, byla pro nezájem cestujících se změnou jízdního řádu v prosinci 2006 zrušena. V současnosti tak je nejbližší dostupná zastávka pod názvem Untervaz-Trimmis (na trati Landquart–Thusis) umístěna více než 2 kilometry severozápadně od obce.
Silniční spojení je zajištěno místní silnicí, oddělující se okraji Churu z kantonální hlavní silnice č. 3, vedoucí okolo obce. Obec leží také nedaleko dálnice A13 (nejbližší sjezd Untervaz-Trimmis).